# Ryūsei Morikawa
Ryūsei Morikawa (japanisch 森川 龍誠 Morikawa Ryūsei; * 29. August 1988 in Noda) ist ein japanischer Fußballspieler.

## Karriere
Morikawa erlernte das Fußballspielen in der Schulmannschaft der Funabashi High School und der Universitätsmannschaft der International Pacific University. Seinen ersten Vertrag unterschrieb er 2011 beim Ehime FC Shimanami (heute: FC Imabari). 2013 wechselte er zu Grulla Morioka. Am Ende der Saison 2013 stieg der Verein in die J3 League auf. 2016 wechselte er zu Morioka Zebra.